# Charles Avrillon
Charles Avrillon foi um ciclista francês que participava em competições de ciclismo de pista. Representou França nos Jogos Olímpicos de Verão de 1908.